# Trang

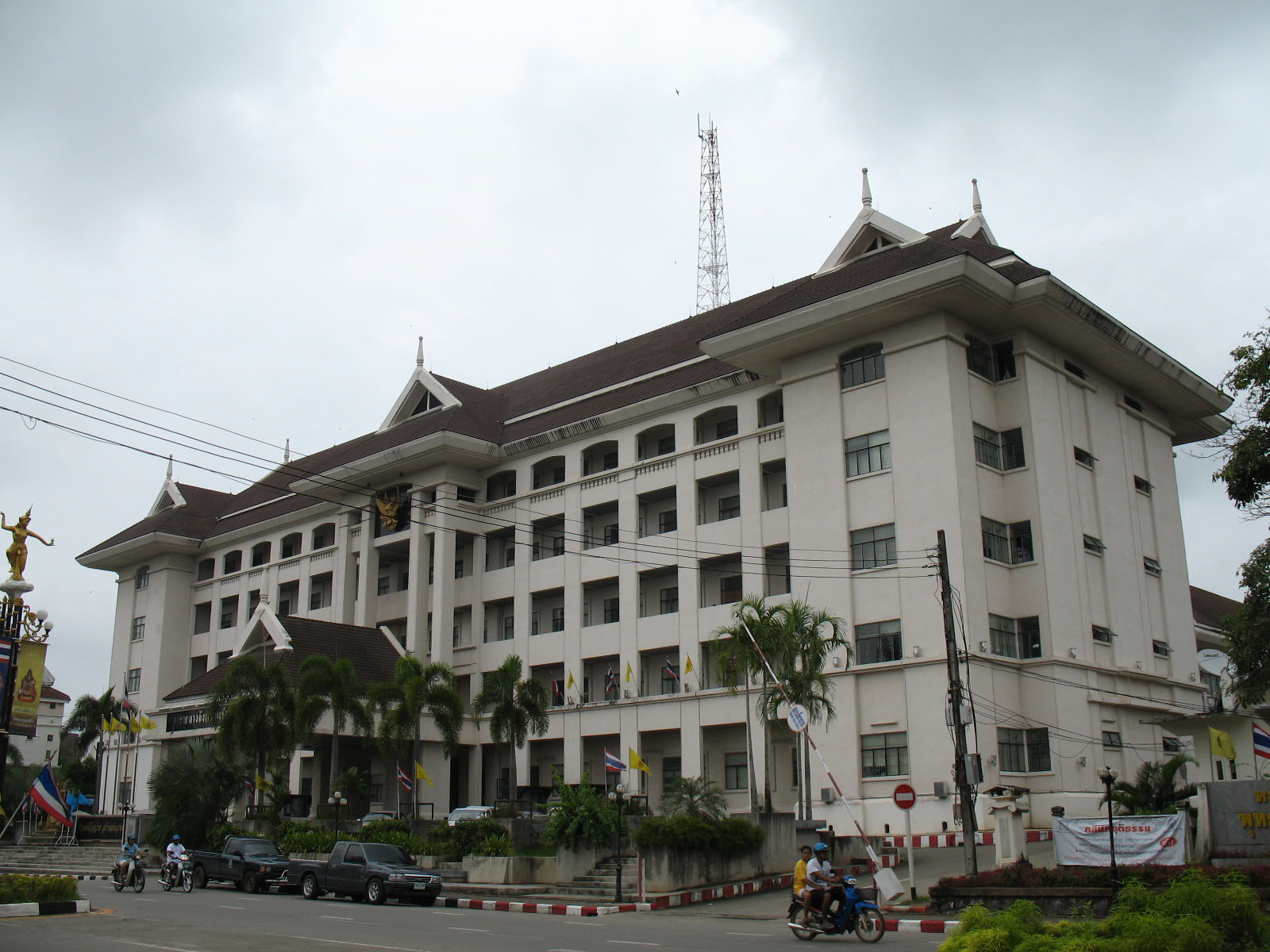
Stadshuset i Trang

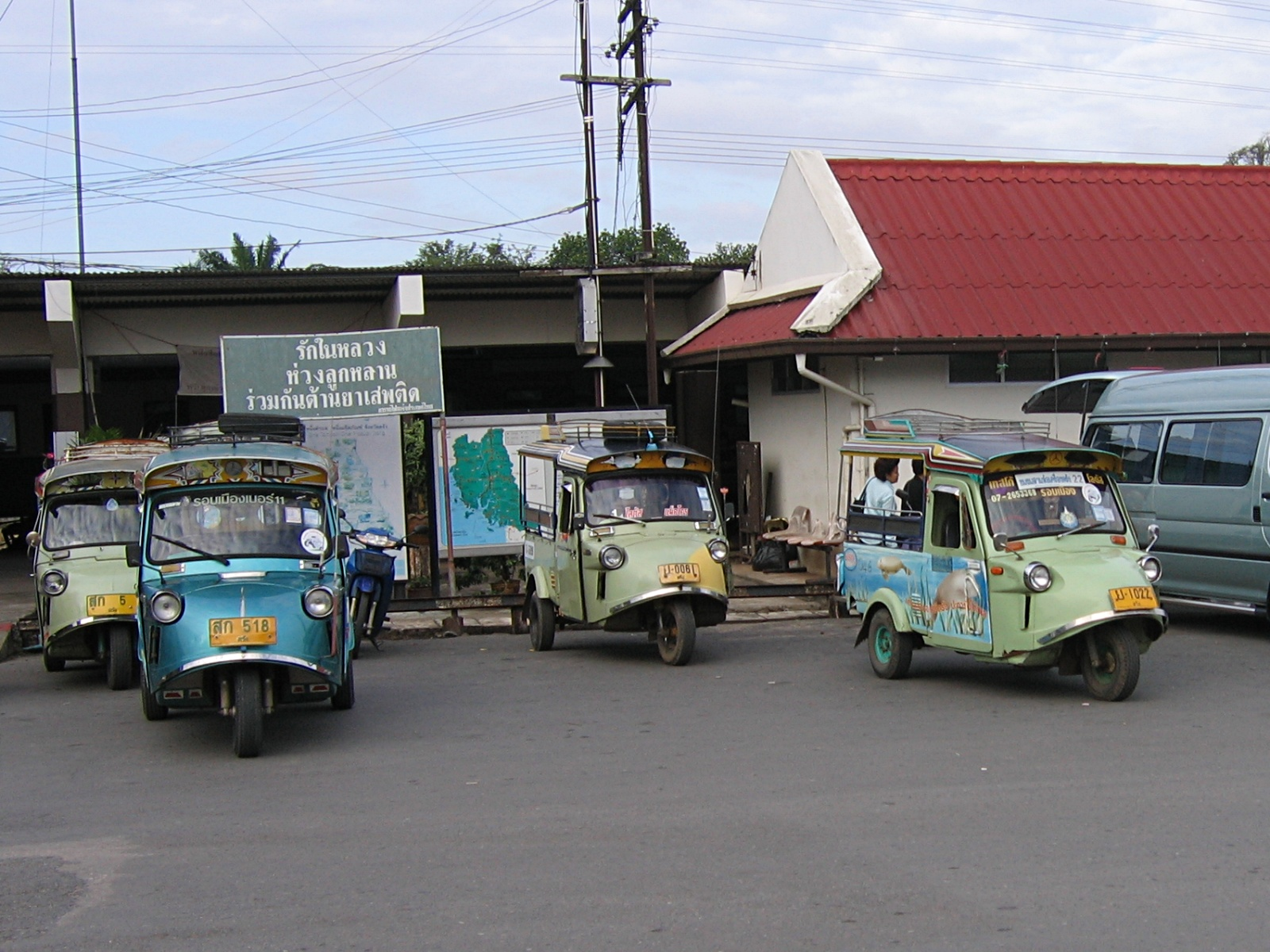
Tuk-tuk i Trang

Trang (Thai: ตรัง, också Mueang Thap Thiang เมืองทับเที่ยง) är huvudstad i provinsen med samma namn i Thailand. Staden har 60 735 invånare (2012) och omfattar hela tambon Thap Thiang i Mueang Trang-distriktet. Området är i stort oexploaterat och floran och faunan är stor.